# 구흥남
구흥남(具興南, 1914년 5월 20일~1966년 12월 27일)은 제3,4대 민의원의원을 지낸 대한민국의 정치인이다. 5·16 군사 정변 이후 운수 사업에 손을 댔다가 실패하여 음독 자살했다.

## 약력
- 평양 숭실중학교 졸업
- 일본 와세다 대학 영문과 졸업
- 서울공립농업학교 교사
- 교통부 총무과장
- 서울대학교 예과 강사
- 국회 부흥분과위원장
- 한국통운 사장
- 외자모타풀협회 회장

## 역대 선거 결과
|  | 30.77% |

|  | 77.58% |

|  | 10.92% |

|  | 32.09% |

## 참고 자료
- 구흥남 - 대한민국헌정회
- “前民議員 具興南씨 自殺” (PDF). 한국일보. 1966년 12월 28일. 7면면. 2008년 3월 29일에 확인함.[깨진 링크(과거 내용 찾기)]